# Architecture écologique

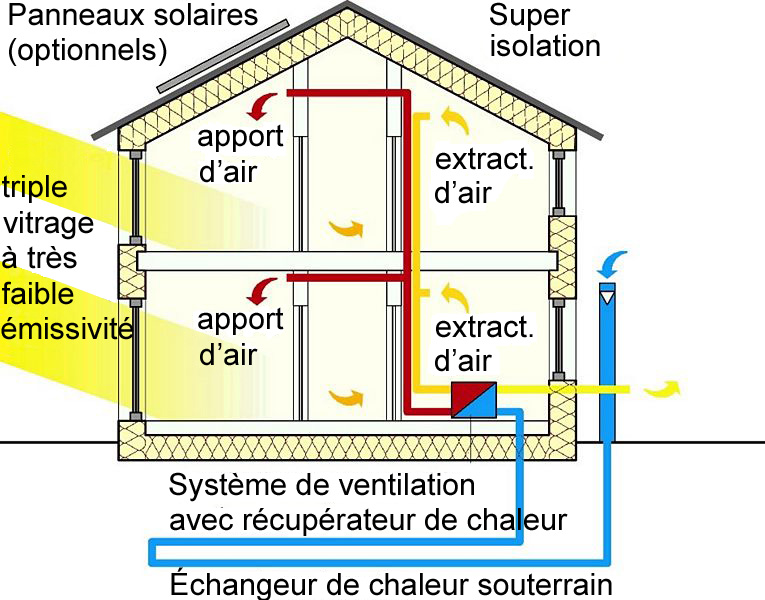
La maison passive standard combine une variété de techniques et de technologies pour arriver à un usage très peu gourmand en énergie.

 (novembre 2023).
Si vous disposez d'ouvrages ou d'articles de référence ou si vous connaissez des sites web de qualité traitant du thème abordé ici, merci de compléter l'article en donnant les références utiles à sa vérifiabilité et en les liant à la section « Notes et références ».
L'architecture écologique (ou architecture durable) est un système de conception et de réalisation ayant pour préoccupation de concevoir une architecture respectueuse de l'environnement et de l'écologie.
Il existe de multiples facettes de l'architecture écologique, certaines s'intéressant surtout à la technique, la gestion, ou d'autres privilégient la santé de l'homme, ou encore d'autres, plaçant le respect de la nature au centre de leurs préoccupations.
On peut distinguer plusieurs « lignes directrices » :
- le choix des matériaux, naturels et respectueux de la santé de l'homme ;
- le choix de la disposition des pièces (par exemple) pour favoriser les économies d'énergie en réduisant les besoins énergétiques ;
- le choix des méthodes d'apports énergétiques ;
- le choix du cadre de vie offert ensuite à l'homme (jardin…).

## Histoire des principaux architectes et mouvements pionniers de l'architecture écologique
L’histoire de l’architecture durable remonte aux origines de l’habitat. Les logements préhistoriques tels que les cabanes, ou grottes, constituent en effet les premiers habitats écologiques de l’homme. La nature était l’habitat, et vice-versa. Ainsi l’architecture écologique est présente dans les traditions de l’homme depuis toujours, on doit donc orienter son étude non pas vers son commencement, mais bien vers son renouveau. L’urbanisation lié à la révolution industrielles du XIXe a amené au développement de l’architecture urbaine subissant alors les pressions de la première grande crise du logement, notamment la densification à grande échelle de l’habitat provoquant une dégradation du rapport entre l’habitant et son habitat.  C’est dans ce contexte qu’ont pu réapparaître les critères écologiques dans l’architecture, se manifestant en réaction aux conséquences de la révolution industrielle. Afin de réconcilier architecture et milieu, certains architectes ont fait entrer dans le champ de leurs recherches et de leurs réalisations des thèmes et des procédés nouveaux, ayant comme fils conducteurs l’amélioration de l’équilibre entre l’homme et son environnement urbain, la protection et la mise en valeur des espaces naturels. Ce sont ces mouvements et architectes intégrant progressivement les questions environnementales qui conduisent aujourd’hui encore, la révolution écologique de l’architecture. 
Dans les années 1900 au Royaume Uni, l’architecte Charles Rennie Mackintosh (1868-1928) reconcilia la culture des pionniers Arts & Craft - mouvement de riposte intellectuelle à la dégradation culturelle causée par l’industrialisation - avec l’ère de la machine, tout en incluant les leçons de l’architecture vernaculaire dans ses moyens de luttes contre la rigueur du climat.L’architecture vernaculaire est un type d'architecture propre à un pays, un territoire ou une aire donnés et à ses habitants. Elle est donc portée par le microclimat ainsi que les avantages offerts par les ressources localement disponibles, afin de répondre avec exigence aux besoins de l’usager. Cette méthodologie constructive a été massivement à l’origine du paysage bâti dans les campagnes jusqu’au début du dernier siècle. Cette sensibilité au lieu dont était doté Mackintosh est témoignée notamment à travers son œuvre « The Hill House », où l’exposition du bâtiment détermina l’utilisation du harling, un modeste crépi, la hauteur des toits, et la dimension réduite des fenêtres pour une meilleure isolation thermique.
Parallèlement aux États-Unis en ce début de XXe siècle, Ebenezer Howard (1850-1928) préconisa le développement de « cités-jardins », en réaction au surpeuplement et la misère causés dans les villes par la révolution industrielle. Ainsi, ces cités-jardins offraient à toutes les classes sociales des logements de qualité dans un environnement semi-rural. Ces caractéristiques naturelles (espaces verts, routes bordées d’arbres) contribuaient à créer un sentiment de tranquillité bucolique. L’influence des « cités-jardins » continua à s’affirmer dans le domaine de l’urbanisation tout au long du XXe siècle, en particulier dans des projets comme ceux de Milton Keynes. 

Dès 1920-1930, l’architecte américain Frank Lloyd Wright (1867-1959) s’établit comme précurseur de l’architecture organique, à travers son énonciation et sa prise en compte dans ses réalisations, des principes fondamentaux d’une architecture intégrée à son environnement. 
« L’architecture organique est une architecture qui procède de l’intérieur vers l’extérieur, dans laquelle l’idéal est l’entité… Organique signifie intrinsèque, le tout est à la partie comme la partie est au tout ; où la nature des matériaux, le but, la nature de l’œuvre tout entière, deviennent claires comme une nécessité. C’est dans cette nature que peut naître le caractère que vous, artiste créateur, vous pouvez donner à un bâtiment dans un cas particulier quelconque ». Frank Lloyd Wright.
Le concept d’autosuffisance fut largement abordé par l’architecte italien Paolo Soleri (1919-2013), à travers lequel il dégagea un concept architectural de ville utopique, suivant l’exemple de Wright, qu’il nomma Arcologie, fusion entre l’architecture et l’écologie. C’est dans le contexte d’explosion démographique mondiale des années 1960 qu’il développa une série d’avant projets de logements de masse. Contrairement aux autres mégastructuralistes qui concevait des bâtiments hermétiquement clos, Soleri souhaitait que l’architecture soient un lien avec l’environnement. La conception architecturale permettrait alors de favoriser l’utilisation des énergies solaires et de réduire la consommation d’énergie. Soleri envisageait par ailleurs, la construction de villes entières dans les zones les moins hospitalières de la planète, afin d’épargner les terres arables nécessaires à la production de nourriture. Il imagina par exemple la construction de cités sur les océans, où l’apport d’énergie de la cité flottante se ferait grâce à l’énergie hydraulique. Cependant, ses visions ont toujours semblé outrepasser sa capacité à les mettre en œuvre.  
Un autre exemple remarquable fut l’architecte égyptien Hassan Fathy (1900-1989), qui contribua plus que n’importe quel autre architecte du Proche-Orient à encourager un retour aux techniques traditionnelles de construction, développant ainsi une typologie urbaine adaptée à un objectif environnemental. Dans son ouvrage « Construire avec le peuple », Fathy présente notamment sa découverte d’un système architectonique lui permettant de construire avec des briques de terre sans qu’il soit nécessaire de soutenir la toiture. Le système réduisait à zéro les coûts de construction à partir du moment où il était mis en œuvre dans un esprit coopératif. Non seulement les briques de terre sont peu coûteuses, mais elles ont aussi de très bonnes performances dans le climat égyptien chaud et sec. Elles produisent la masse thermique nécessaire au maintien de la fraîcheur à l’intérieur des bâtiments durant la plus grande partie de la journée. 
Le mouvement moderne - développé pendant et après la première guerre mondiale -, avec son accentuation sur les bienfaits du progrès scientifique, a joué également un rôle très important dans le développement de l’architecture écologique. Le Corbusier, généralement perçu comme moderniste de l’école héroïque, de par ses structures en béton « brutalistes », a cependant fait preuve d’une extrême sensibilité au contexte, en déployant dans ses œuvres toute une série de références à l’environnement, au climat et à la culture, notamment en inde avec le « palais des filateurs » à Ahmedabad. Le bâtiment a été conçu de sorte que le brise-soleil en façade ainsi que le toit en « parasol », détaché et surélevé, protège le bâtiment de l’excès de chaleur à travers le contrôle de l’ensoleillement et l’utilisation de la brise pour ventilation naturelle. L’architecte indien Balkrishna Doshi (né en 1927), largement inspiré par Le Corbusier s’interrogea grandement sur le pouvoir qu’a l’architecture de changer ou d’unifier la société. C’est ainsi qu’il réconcilia le modernisme occidental avec la sensibilité à l’égard de l’environnement, étant particulièrement soucieux d’améliorer la qualité des habitations à loyer modéré. Il réconcilia les décalages flagrants dont il découvrit l’existence entre les principes du mouvement moderne assimilés pendant son apprentissage auprès du Corbusier et les réalités rudimentaires de la construction dans un pays en voie de développement telle que l’inde. 
Les années 1970 furent marquées notamment par un intérêt croissant pour les bâtiments souterrains, avec Malcolm Wells (1926-2009). Les chocs pétroliers de 1973 et 1976 ont à nouveau posé les questions d’autosuffisances, ce qui explique alors cette tendance de construction souterraine à haute performance énergétique et à faible impact sur l’environnement. Les embargos pétroliers ont suscité de grands bouleversements dans les pays industrialisés, très dépendant de cette ressource naturelle limitée. S’en dégagea une volonté d’affranchissement de la dépendance de ressources non renouvelables. C’est à cette époque que l’architecte américain Edward Mazria pris conscience des avantages considérables de l’accumulation solaire passive dans la réduction des quantités d’énergies indispensable pour l’éclairage et le chauffage d’un bâtiment. 
À partir des années 1970 est apparu la vague de commissions, de législation et de conventions internationales autour des questions environnementales, sociales et économiques que pose le nouveau monde globalisé, comme la commission Brandt, le rapport Brundtland ou encore le Sommet de la Terre de Rio. C’est ainsi qu’a pu se dessiner l’entrelacement complexe entre les droits de l’homme, les questions environnementales, les conditions de vie et la croissance économique. L’architecture eu alors un rôle crucial à jouer dans la mise en place de ce dynamisme écologique. En effet, architectes et urbanistes ont vu leur responsabilité évoluer, contraints de s’intéresser aux problèmes socioéconomiques et géopolitiques, induits notamment par la structure actuelle de l’industrie du bâtiment, source majeure de nuisances causées à l’environnement et à l’homme. 
Les années 1960 et 1970 ont connu aussi l’émergence d’un nouveau courant : l’esthétique éco-tech. Il s’agit alors de s’en remettre à la science pour répondre aux questions de gestion et d’intégration de l’environnement. Les principaux pionniers de ce nouveau courant high-tech furent notamment les architectes Nicolas Grimshaw, Norman Foster,  Richard Rogers ainsi que Michael Hopkins. Leurs œuvres tendaient à s’appuyer sur les solutions technologiques. La réalisation en 1997 de la Commerzbank Tower à Francfort-sur-le-main par Foster & Partners marque l’irruption du développement durable dans l’architecture des gratte-ciels. Le bâtiment fut reconnu à son achèvement comme le plus haut gratte-ciel écologique du monde. 
L’architecte malaisien Ken Yeang (né en 1948), persuadé que la croissance démographique impose le gratte-ciel aux urbanistes, perfectionne cette forme moderne de construction selon les critères d’architecture bioclimatique à travers sa théorie du design écologique. En effet, il a recours dans ses édifices, à l’utilisation d’un ensemble de techniques d’énergies douces ou passives, à travers un travail consciencieux sur la configuration du bâtiment, la sélection des matériaux, l’orientation par rapport au soleil et au vent, la ventilation naturelle… Son immeuble Menara Mesiaga achevé en 1992 à Subang Jaya constitue un exemple très pertinent de ses réalisations. 

## Énergie durable
Le but primordial de l'architecture durable est l'efficacité énergétique de la totalité du cycle de vie d'un bâtiment. Les architectes utilisent de nombreuses techniques différentes pour réduire les besoins énergétiques de bâtiments, et ils augmentent leur capacité à capturer ou générer leur propre énergie.

### Efficacité du chauffage, de la ventilation et du système de refroidissement

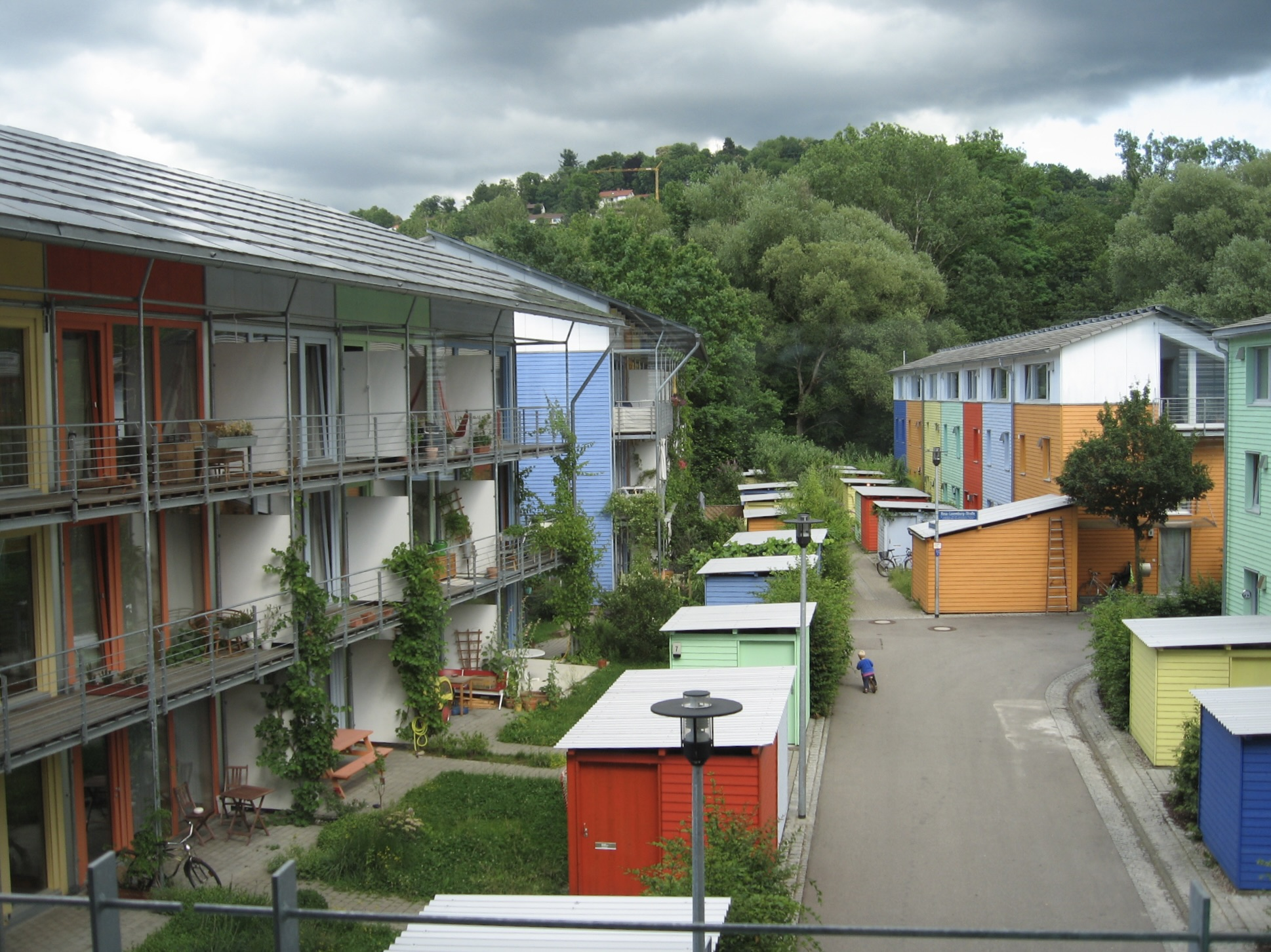
Écoquartier Vauban à Fribourg-en-Brisgau en Allemagne. Ces maisons à énergie positive, construites selon les normes HQE, produisent plus d'énergie qu'elles n'en consomment.

L'élément le plus important et le moins coûteux en énergie pour avoir un système efficace de chauffage et d'aération est avant tout une bonne isolation thermique. Un bâtiment plus efficace nécessite de générer moins de chaleur ou de dissiper moins d'énergie, mais requiert plus de capacité de ventilation pour extraire l'air vicié.
Une quantité importante de l'énergie des bâtiments est gaspillée par l'évacuation de l'eau, de l'air et des déchets. Il existe des technologies de recyclage d'énergie in situ prêtes-à-l'emploi qui peuvent capter l'énergie calorifique des eaux usées ou de l'air vicié pour la réinjecter dans l'air neuf ou l'eau froide. Composter les déchets des logements pour des usages autres que le jardinage nécessite un composteur anaérobique centralisé.
Le site et l'orientation du bâtiment ont un impact majeur sur l'efficacité énergétique du système de chauffage et de ventilation.
Les maisons solaires passives permettent aux bâtiments d'exploiter efficacement l'énergie solaire sans l'aide de mécanismes solaires actifs comme des cellules photovoltaïques ou un chauffe-eau solaire. Les maisons à énergie solaire passive incluent généralement lors de la conception des matériaux à forte inertie thermique pour retenir la chaleur et une bonne isolation thermique qui prévient la perte d'énergie calorifique. De plus, les bâtiments à basse énergie ont généralement une faible surface d'enveloppe par rapport à leur volume pour minimiser les déperditions. Ceci veut dire que les bâtiments avec des ailes et aux volumes étendus (souvent pour faire plus organiques) sont le plus souvent bannis au profit de structures plus ramassées. Les bâtiments traditionnels des régions froides donnent un bon modèle historique de bâtiments à petite échelle offrant un bilan énergétique satisfaisant.
Les fenêtres sont placées de telle façon qu'elles maximisent les apports de chaleur et de lumière tandis qu'elles minimisent les déperditions caloriques à travers les vitres, souvent le talon d'Achille de l'isolation. Dans l'hémisphère nord, ceci implique la disposition d'un grand nombre de baies regardant au sud pour récolter le soleil direct, et de réduire drastiquement les ouvertures au nord. Certains types de fenêtres, comme les doubles ou triples vitrages avec lame de gaz et émissivité basse, procurent une bien meilleure isolation que des fenêtres toutes simples. Prévenir les gains de chaleur excessifs dus au soleil les mois chauds est important pour réduire les besoins de climatisation. Les arbres caducs sont souvent plantés devant les fenêtres, car leurs feuilles font écran l'été et leurs branches nues laissent passer la lumière l'hiver. L'installation de persiennes ou de brise-soleil permet d'ensoleiller durant les mois d'hiver (quand le soleil est bas dans le ciel) et de protéger du soleil l'été (quand le soleil est haut dans le ciel). Les conifères ou les arbres persistants sont plutôt plantés au nord du bâtiment comme protection contre la froidure des vents septentrionaux.
Sous climat froid, l'attention de l'habitat durable est portée en priorité sur les systèmes de chauffage, car c'est évidemment une des plus grosses ponctions d'énergie du bâtiment.
Sous climat chaud où l'on cherche avant tout à rafraîchir l'habitat, les dispositifs solaires passifs peuvent aussi être très efficaces. Les matériaux de maçonnerie à grande inertie thermique valent pour retenir les températures fraîches accumulées la nuit. De plus les constructeurs optent pour une structure à un seul étage dans le but de maximiser les surfaces d'échange et les pertes de chaleur. Les bâtiments sont souvent dessinés pour capter et canaliser les vents, surtout les vents rafraîchis par une étendue d'eau. Beaucoup de ces stratégies, toutes valables, sont employées d'une manière ou d'une autre par l'architecture traditionnelle des régions chaudes comme les maisons coloniales.
En climat à quatre saisons, un système énergétique intégré aura un meilleur rendement si : le bâtiment est bien isolé, s'il est orienté pour travailler avec les forces de la nature, si la chaleur est récupérée (pour être utilisée tout de suite ou stockée), si la chaudière fonctionnant au fuel fossile ou à l'électricité a une efficacité sûre à plus de 100 %, et si le système utilise de l'énergie renouvelable.

### Production d'énergies alternatives et conception des bâtiments
Les techniques solaires actives comme les panneaux solaires photovoltaïques peuvent fournir de l'électricité durable pour des usages multiples. Les toits sont souvent inclinés selon le soleil pour permettre aux panneaux photovoltaïques un meilleur rendement, et certains bâtiments se tournent même durant la journée en fonction du soleil. Le Samundra Institute of Maritime Studies (SIMS) de Lonavala à côté de Pune en Inde possède le plus long mur photovoltaïque du monde, faisant plus de quatre-vingt-dix mètres de long. Des éoliens domestiques (des turbines normales font souvent plus de 75 mètres) ont peut-être connus une trop grande publicité au regard de leurs capacités attendues parfois décevantes, surtout dans les foyers nord-américains (www.wind-works.org). Une autre technique solaire active, le système de chauffe-eau solaire, est une manière durable de procurer à long terme de l'énergie de chauffe spécifique. Il arrive que des maisons utilisant une combinaison de ces méthodes atteignent le but enviable du « zéro énergie», et parfois même en produisent tellement qu'elles peuvent l'exporter vers d'autres bâtiments.

## Positionnement
Un aspect central, et souvent ignoré, de l'architecture durable est son positionnement. Beaucoup sans doute peuvent s'imaginer que le bâtiment environnemental idéal serait placé dans un endroit isolé au milieu de la forêt, or ce genre de localisation se fait souvent au détriment de l'environnement. Premièrement, ce type d'habitat crée un étalement urbain aux franges indéfinies. Deuxièmement, il augmente en général la consommation d'énergie pour le transport et amène pour lui-même des émissions d'énergie inutiles. Idéalement, l'habitat durable devrait essayer d'éviter l'étalement urbain et privilégier l'urbanisme plus léger développé par les urbanistes néo-traditionnels. Des zones d'occupation savamment mixée peuvent produire des quartiers à la fois commerciaux, résidentiels et légèrement industriels, plus accessibles pour les piétons, cyclistes ou utilisateurs de transports en commun, comme cela a été proposé dans les Principles of Intelligent Urbanism (Principes d'un Urbanisme intelligent).Souvent les ouvertures se situent au sud pour pouvoir bénéficier du soleil.

## Matériaux de construction durables
Les matériaux durables utilisés pour l'isolation comprennent notamment la laine de verre, la paille, le bois, la laine de mouton, la ouate de cellulose, les denims recyclés…
En dehors de l'isolation, d'autres matériaux sont aussi importants dans le cadre d'une utilisation durable tels que les peintures et les colles non toxiques et à faible composés organiques volatils.

## Gestion des déchets
L'architecture durable s'occupe de la gestion des déchets sur le chantier, incorpore des systèmes comme des systèmes d'arrosage de plates-bandes avec de l'eau grise, et des toilettes sèches pour réduire les eaux usées. Ces méthodes, si elles sont combinées au compostage et au tri des déchets, peuvent réduire les déchets domestiques en une petite quantité de déchets d'emballage.

## Réutilisation de matériaux et de bâtiments
Certaines architectures durables incorporent des matériaux recyclés ou de seconde main. La réduction de l'emploi de matériaux nouveaux correspond à une réduction de l'énergie grise (c'est-à-dire l'énergie utilisée pour produire les matériaux). Souvent les architectes écologiques essayent de réhabiliter de vieux bâtiments afin qu'ils remplissent les besoins des nouveaux usages, et éviter ainsi de nouvelles constructions pas forcément nécessaires.

## Durabilité sociale de l'architecture
L'architecture peut avoir une grande influence sur la façon dont les groupes sociaux interagissent entre eux. Les condensateurs sociaux constructivistes de la Russie communiste en sont un bon exemple, eux qui furent dessinés avec l'intention avouée de contrôler ou diriger les flux de la vie quotidienne pour « créer des espaces socialement équitables ».
L'écoconstruction peut aider à créer une façon de vivre durable à une petite échelle : si les liens sociaux en présence peuvent être vus comme influençant l'architecture, le contraire peut aussi être vrai. Un bâtiment ouvertement socialement durable, s'il est réussi, peut aider les gens à voir les avantages d'un mode de vie durable (par exemple le rural studio  animé par l'université d'Auburn dans et aux environs du comté de Hale en Alabama). On pourrait dire la même chose de l'éco-conception dans laquelle l'architecture peut amener le même type de mode de vie pour une population plus importante.
L'Art peut aussi avoir un effet bénéfique socialement parlant. Il peut aider à réduire le stress en maintes situations, abaisser le risque de stress lié à des problèmes de santé, aussi bien physique que mentale. L'Art peut aussi être un mode d'expression individuel. L'œuvre de Friedensreich Hundertwasser en Autriche est de ce point de vue un modèle artistique intéressant.

## Critiques
Certains peuvent reprocher à l'architecture durable de ne pas être à proprement parler de l'Architecture prise en tant que discipline. Effectivement c'est plutôt une façon de concevoir une œuvre bâtie par rapport à l'industrie de la construction, et donnant la priorité aux techniques et aux industries connexes de la construction ; l'architecture durable devrait être considérée comme faisant partie du génie civil. On voit aussi les architectes mettant en avant ce type d'architecture comme des opportunistes, profitant d'un sujet qui préoccupe de plus en plus de personnes pour gagner une réputation à bon compte, sans pour autant apporter une réelle qualité architecturale.
D'autres voient encore dans l'architecture écologique une façon de revivifier des courants très marginaux des années soixante, mais n'ayant jamais réussi à avoir un écho auprès du grand public. En effet, l'architecture durable ne peut pas se constituer en un style architectural puisque ce sont avant tout des questions de gestion et de dispositifs techniques, même si certains d'entre eux peuvent avoir une incidence très prégnante sur le parti architectural, notamment quand il s'agit de véritables objets architecturaux comme des conduits de refroidissement de l'air. Les écoquartiers qui ont commencé à fleurir dans les grandes villes se distinguent en général par une architecture colorée, utilisant des éléments associés à l'idée d'écologie comme le bois ou les murs et les toitures végétalisées. Ces bâtiments reprennent aussi des typologies de serres ou de l'architecture autoconstruite. Cependant certains architectes écologistes, comme Norman Foster, reprennent des formes organiques empruntées aux années soixante pour signifier leur production comme écologique : c'est par exemple le cas de la Blob architecture et de l'architecture bionique.

## Architectes
Nombreux sont les architectes ayant expérimenté différentes approches écologiques, notamment (par ordre alphabétique) :
| - Agence Rheinert, architectes franco-allemands - Atelier D, Architecture & Développement Durable - Millot design - Alvar Aalto - BAU architectes - Laurie Baker - Center for Maximum Potential Building Systems - Vincent Callebaut - Jean-Pierre Cordier - Charles Correa - Balkrishna Vithaldas Doshi - Nicolas Favet Architectes - Norman Foster - Édouard François - Eric Corey Freed - Buckminster Fuller - Luis de Garrido - Michel Gerber, Atelier E - Conrad Lutz - Hellmuth, Obata + Kassabaum - Thomas Herzog - Rick Joy - Karawitz Architecture - Kirksey - Ashok "Bihari" Lall - William McDonough | - Philippe Madec - Edward Mazria - Mithun Architects - Samuel Mockbee - Morphosis - Glenn Murcutt - Richard Neutra - Perraudin et Jourda - Renzo Piano - Antoine Predock - Alvaro Siza Vieira - Manit Rastogi - Michael Reynolds - François Roche - Richard Rogers - Luc Schuiten - Walter Segal - Paolo Soleri - Michael Sorkin - Brenda et Robert Vale - Sim Van der Ryn - Peter Vetsch - James Wines - Frank Lloyd Wright - Ken Yeang |

## Normes et labels, aussi simplistes soient-ils
- En Allemagne :
  - Passivhaus

- En Amérique du Nord :
  - Leadership in Energy and Environmental Design

- En France : 
  - Bâtiment de basse consommation (BBC)
  - Effinergie
  - Haute performance énergétique (HPE)
  - Haute qualité environnementale (HQE)

- En Suisse :
  - Minergie
  - SNBS